# Чишма (Угузевский сельсовет)
Чишма́ (баш. Шишмә) — деревня в Бирском районе Республики Башкортостан Российской Федерации. Входит в состав Угузевского сельсовета.

## География

### Географическое положение
Расстояние до:
- районного центра (Бирск): 23 км,
- центра сельсовета (Угузево): 2 км,
- ближайшей ж/д станции (Уфа): 62 км.

## Население
| 2002 | 2009 | 2010 |
| ---- | ---- | ---- |
| 48   | ↘29  | ↘24  |